# John Wood
John Wood é o fundador e CEO da organização sem fins lucrativos Room to Read.
Chamado pela revista Time de "herói asiático" e agraciado três vezes com o Prêmio Capitalista Social da Fast Company/Monitor Group, o americano John Wood é formado em Economia pela Universidade do Colorado e possui MBA da Kellogg School of Management (Northwestern). Trabalhou vários anos na área financeira antes de se juntar à Microsoft, em 1991. Em 2000, ele criou a Room to Read, uma ONG que está presente noNepal, no Vietnã, no Camboja, na Índia, no Sri Lanka, no Laos e na África do Sul.